# Oedingen (Remagen)
Oedingen ist einer von sechs Ortsbezirken und zugleich einer von acht Ortsteilen der verbandsfreien Stadt Remagen im Landkreis Ahrweiler im Norden von Rheinland-Pfalz.

## Geschichte
Urkundlich erwähnt wurde Oedingen erstmals im Jahre 853. Vom Mittelalter bis zur Neuzeit gehörte Oedingen zur Reichsritterschaft Landskron. Sogar nach dem Einmarsch der Franzosen in das Rheinland 1794 und dem Frieden von Campo Formio vom 17. Oktober 1797 ließ sich Freiherr vom Stein 1798 als Mitbesitzer der Herrschaft Landskron in Oedingen huldigen.
Auf Grund seiner Grenzlage ordneten anschließende Verwaltungszuordnungen Oedingen immer neu zu. Die Franzosen schlugen Oedingen der Mairie Heimersheim im Kanton Remagen im Arrondissement de Bonn (Rhein-Mosel-Département) zu, unter Preußen wurde es 1815 zunächst der Bürgermeisterei Gelsdorf (heute: Gemeinde Grafschaft) und spätestens 1817 der Bürgermeisterei Remagen zugeordnet.
Bis Ende der 1960er Jahre wurde das im Tagebauverfahren abgebaute Kaolin mittels einer Seilbahn von Oedingen durch den Wald über mehrere Kilometer bis zum Rheinufer in Oberwinter transportiert. Dort wurde das Kaolin gewaschen und mit der Bahn weiter transportiert. Der Betrieb der Seilbahn war mit zunehmenden Kraftverkehr nicht mehr wirtschaftlich, daher wurde im weiteren Verlauf der Transport mit LKW von Oedingen nach Oberwinter sichergestellt.
Bis weit in die 1970er Jahre arbeiteten in der Grube mehrere Dutzend Arbeiter. Mit zunehmender Automatisierung (elektrisch angetriebener Steinbrecher, Förderband, Bagger) wurde die Belegschaft der Fa. Erbslöh zuletzt auf wenige Arbeiter reduziert. Die Grube wird seit den 1980er Jahren auch als beliebtes Motocross-Gelände genutzt.

## Politik

### Ortsbezirk
Der Ortsbezirk Oedingen wird durch einen Ortsbeirat und einem Ortsvorsteher vertreten.
Am 7. Juni 1969 wurde die bis dahin eigenständige Gemeinde Oedingen (damals Ödingen) in die Stadt Remagen eingegliedert.

### Ortsbeirat
Der Ortsbeirat besteht aus sieben Mitgliedern, die bei der Kommunalwahl am 9. Juni 2024 in einer personalisierten Verhältniswahl gewählt wurden, und dem ehrenamtlichen Ortsvorsteher als Vorsitzendem.
Die Sitzverteilung im Ortsbeirat:
| Wahl | SPD | CDU | Grüne | AfD | FBL | WGR | Gesamt  |
| ---- | --- | --- | ----- | --- | --- | --- | ------- |
| 2024 | 1   | 5   | 1     | 0   | –   | –   | 7 Sitze |
| 2019 | 1   | 4   | –     | –   | 1   | 1   | 7 Sitze |
| 2014 | 1   | 4   | –     | –   | 1   | 1   | 7 Sitze |
| 2009 | 1   | 4   | –     | –   | 1   | 1   | 7 Sitze |

- FBL = Freie Bürgerliste Remagen e. V.
- WGR = WählerGruppe Remagen e. V.

### Ortsvorsteher
Olaf Wulf (CDU) wurde bei der Direktwahl am 26. Mai 2019 mit einem Stimmenanteil von 68,14 % für fünf Jahre zum Ortsvorsteher von Oedingen gewählt. Am 20. August 2019 trat er sein Amt an. Bei der Direktwahl am 9. Juni 2024 wurde er als einziger Bewerber mit 94,5 % für weitere fünf Jahre in seinem Amt bestätigt.
Wulfs Vorgänger Jürgen Meyer (CDU) hatte das Amt seit 2009 ausgeübt, war 2019 aber nicht erneut angetreten.

## Sehenswürdigkeiten
Die ehemalige Pfarrkirche und heutige Friedhofskapelle St. Gertrudis ist ein einschiffiger romanischer Bau, dessen Baustil und Innenbemalung (Fresken) auf das 14. Jahrhundert als Bauzeit verweisen. Die Hauptarbeit einer um 1960 erfolgten Renovierung war die aus der Mitte des 15. Jahrhunderts stammende Freilegung der teils vierfach übermalten Gemälde im Chor.
Die heutige neugotische Pfarrkirche  St. Gertrudis wurde 1903–1909 nach Plänen des Bonner Architekten Jakob Stumpf errichtet und am 11. Juli 1911 von Karl Ernst Schrod, Weihbischof in Trier konsekriert.
Der als „Kaolingrube Oedingen“ bezeichnete Tagebau liegt auf Wachtberger Gemeindegebiet und ist ein als Biotop der Gelbbauchunke ausgewiesenes Naturschutzgebiet.

Kaolingrube Oedingen
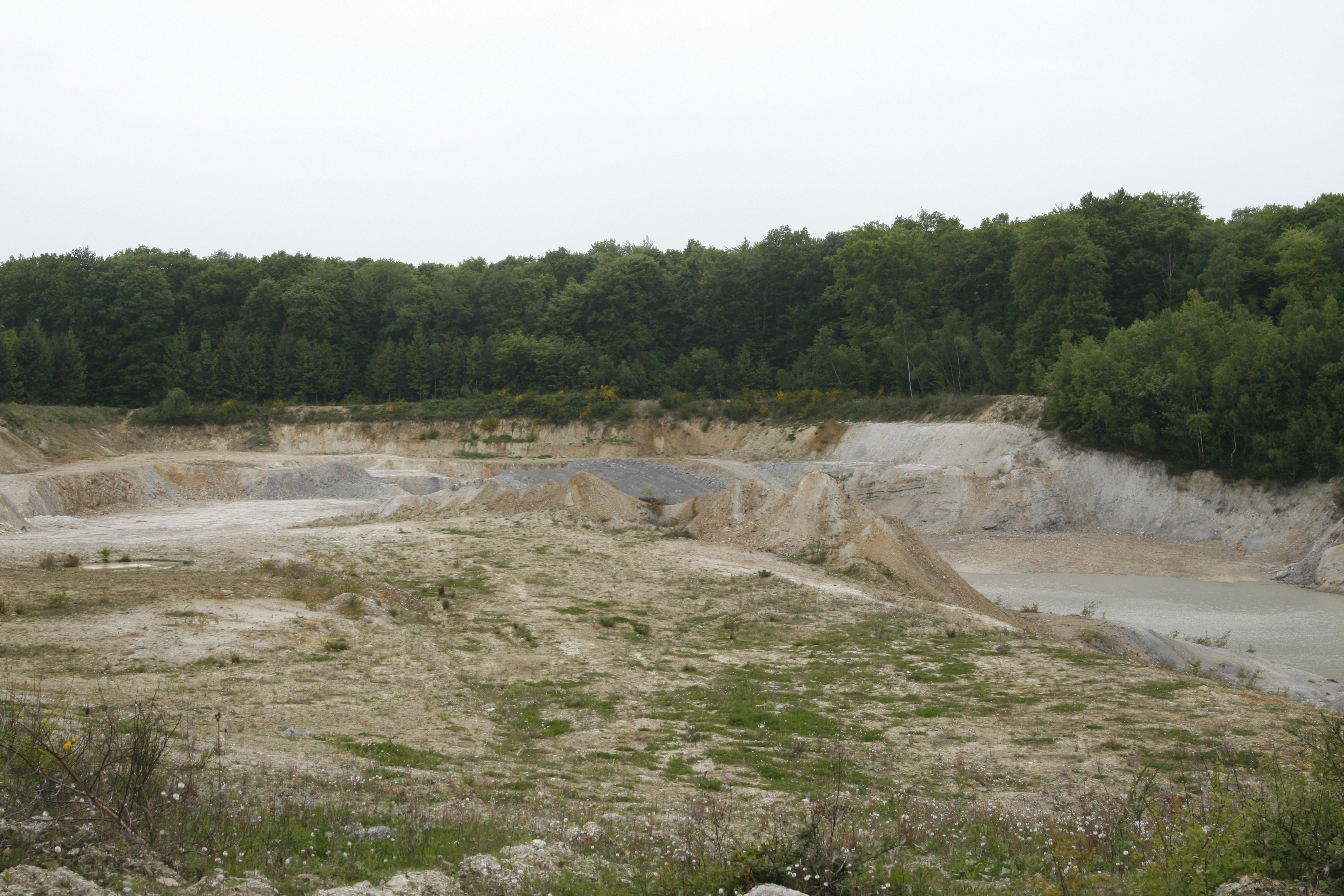
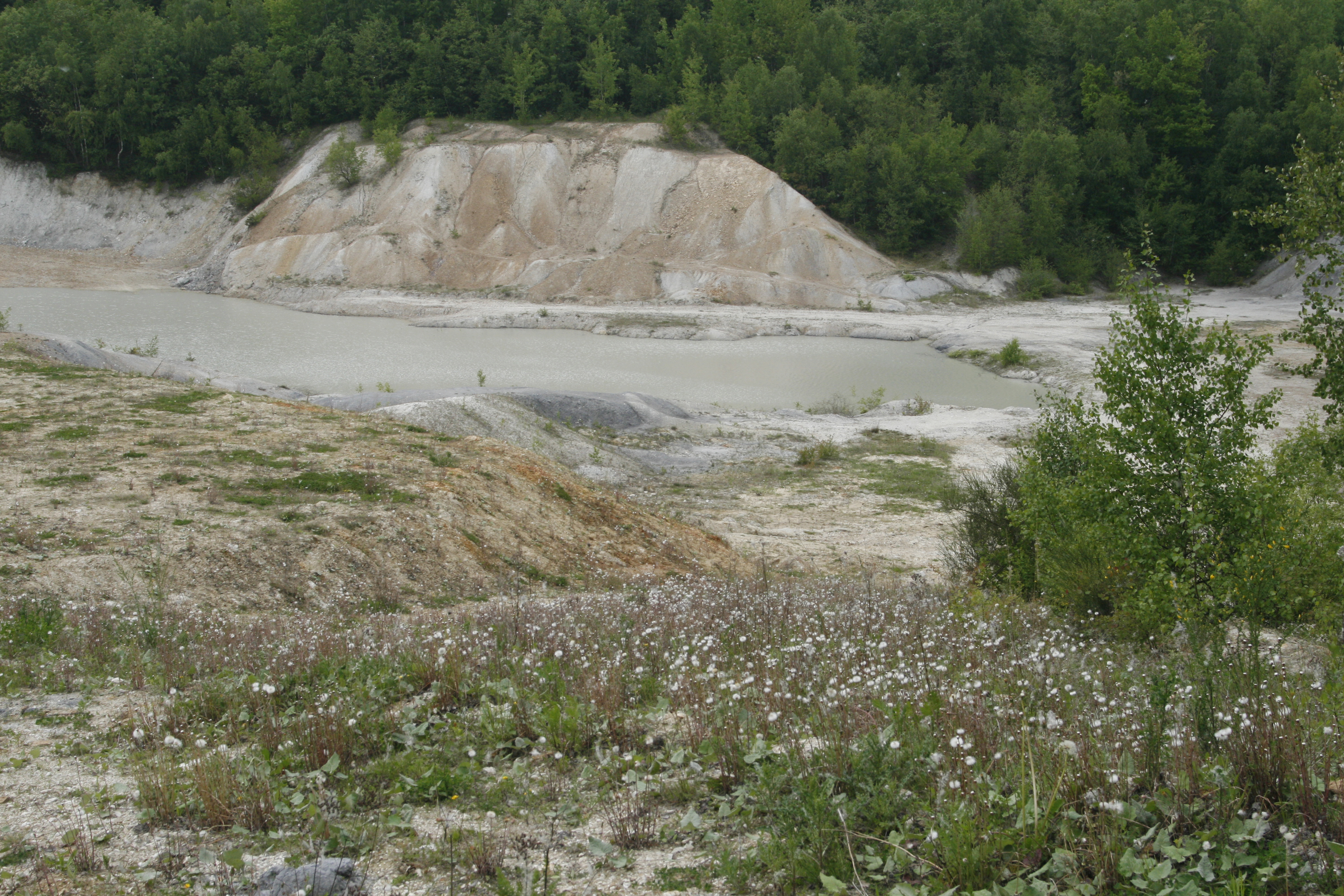
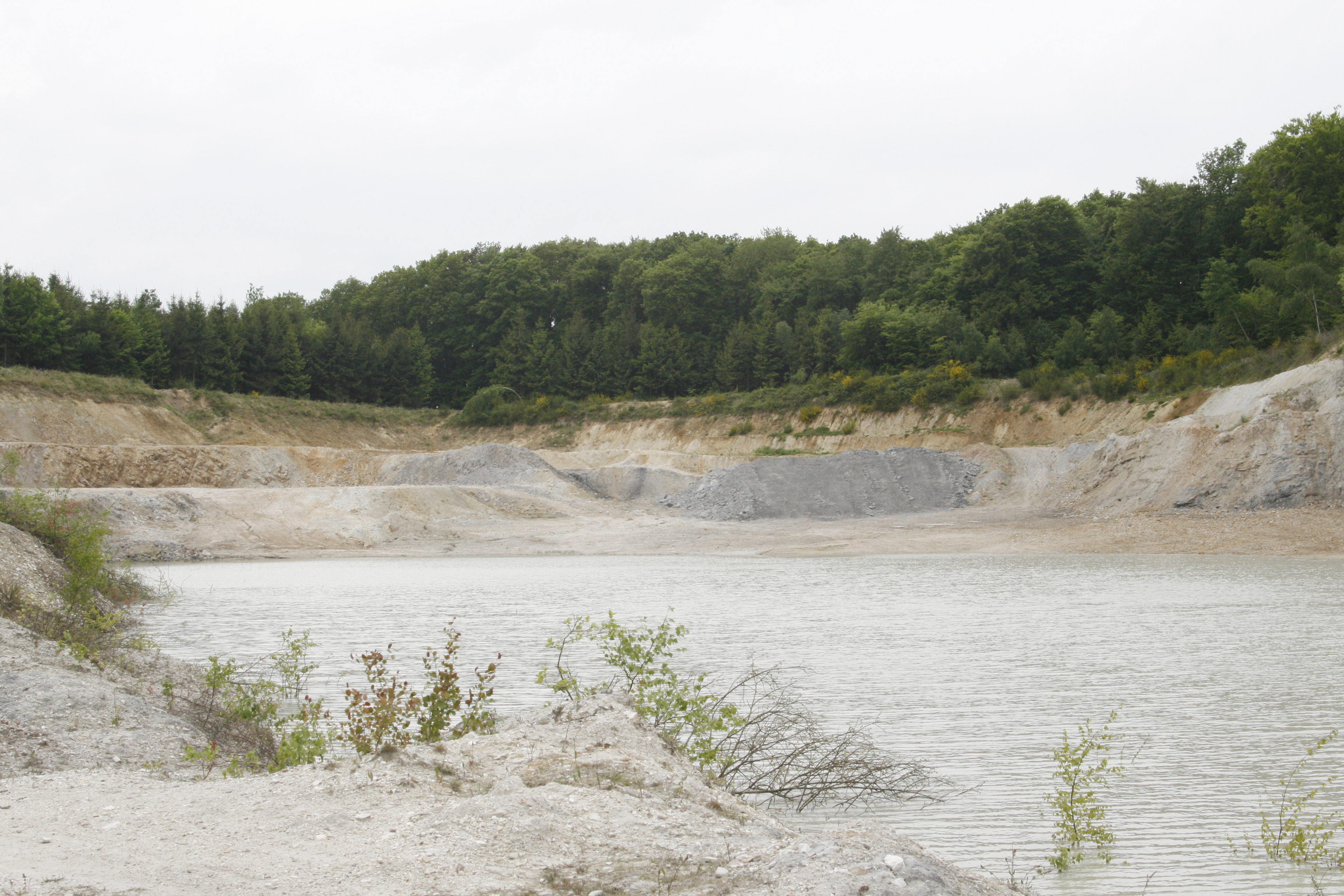
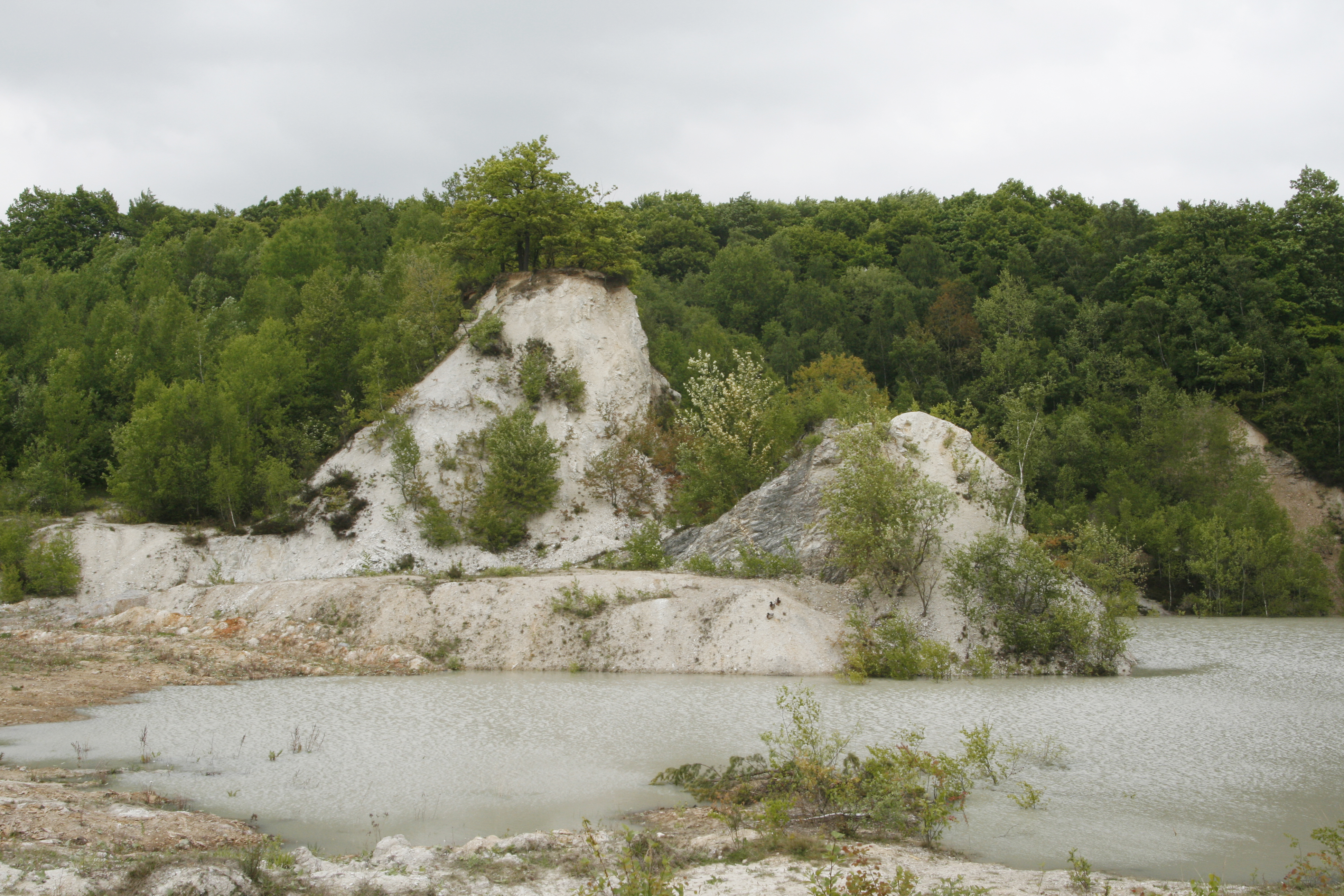

## Sonstiges

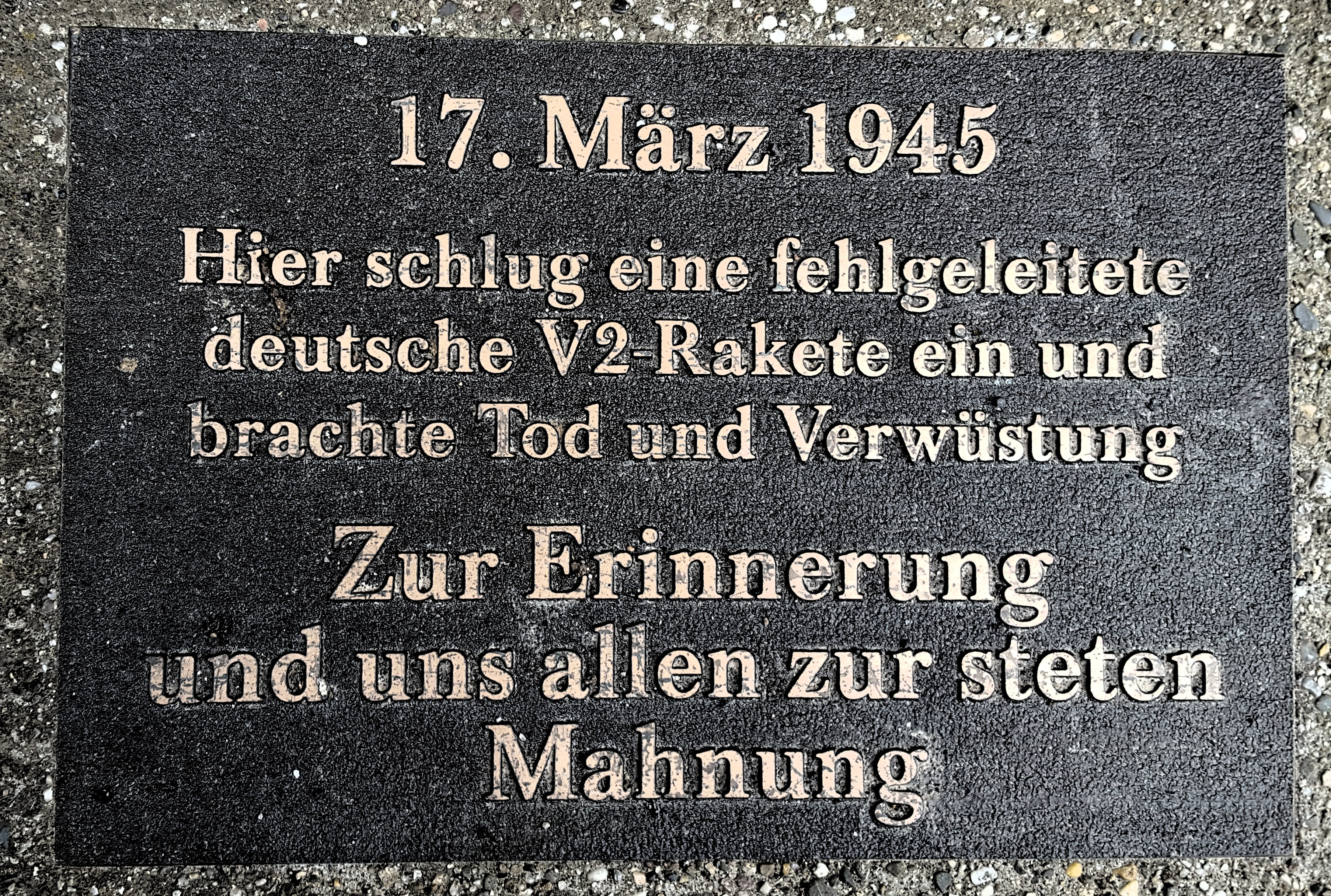
In den Gehweg eingelassene Gedenktafel in der heutigen Burgstraße.

Am 17. März 1945 schlug eine V2-Rakete im Ort ein und zerstörte mehrere Wohnhäuser; sechs Menschen starben. Die nördlich von Hellendoorn abgeschossene Rakete sollte die Brücke von Remagen treffen.